# 倒数说爱你
《倒数说爱你》（英語：Yesterday Once More），是一部2023年4月28日上映的愛情电影，由陈飞宇、周也领衔主演。

## 演員列表

### 主要演员
| 演员姓名 | 角色名称 | 介绍       |
| 陳飛宇   | 穀雨軒   | 盲盒设计师 |
| 周也     | 韓書妍   | 蛋糕烘焙师 |

### 其他演員
| 演员姓名 | 角色名称 | 介绍          |
| 趙小棠   | Olivia   | 網紅主播      |
| 孫天宇   | Teddy    | Olivia 的丈夫 |

## 电影音乐
| 曲序 | 曲目                 | 製作人 | 演唱   |
| ---- | -------------------- | ------ | ------ |
| 1.   | 我要你有我（主題曲） | 唐汉霄 | 杨丞琳 |
| 2.   | 嗜好（插曲）         | 張鵬鵬 | 顏人中 |

## 相关事件

### 壹实影业纠纷
2023年4月18日，壹实影业发布公告，称《倒数说爱你》主要人物设置、人物关系、故事情节等均实际套用2004年美国电影《如果能再愛一次》（If Only），并要求万达影业停止发行该片。
次日4月19日，本片片方回应，表示电影人物设定及故事内容均系原创，电影将如期上映。壹实影业对此发布两片的数处对比图。